# Linje 100S
Linje 100S var en buslinje i København mellem Svanemøllen st. og Lergravsparken st. Linjen var en del af Hovedstadsområdets Trafikselskabs S-busnet og var udliciteret til Combus, fra 2001 indgået i Connex, der drev linjen fra sit garageanlæg ved Vasbygade. Linjen kørte i en halvcirkel, der begyndte på Østerbro og fortsatte på tværs af Nørrebro, Frederiksberg og Valby, før den fortsatte over Sjællandsbroen til Sundbyerne på Amager.
Linjen blev oprettet mellem Svanemøllen st. og Sundbyvester Plads 28. september 1997, hvor den erstattede en del kørsel på linje 37 og 39. I 1998 blev den forlænget til Øresundsvej/Backersvej ved den senere Lergravsparken st. Linjen blev nedlagt 14. december 2003 og erstattet af linje 4A med stort set samme linjeføring.

## Historie
21. oktober 1990 indførte Hovedstadsområdets Trafikselskab (HT) de første S-buslinjer, som var og er hurtige og direkte linjer med få stop undervejs. De første linjer var tværlinjer udenom Københavns centrum, men fra 1994 begyndte man også at etablere radiallinjer gennem København. På det tidspunkt havde man efterhånden fået oprettet de fleste af de oprindeligt planlagte linjer, men i januar 1995 udgav HT S-busplan 1995-1997, der lagde op til yderligere kraftig udbygning af S-busnettet. Der skulle etableres nye S-buslinjer, hvor de eksisterende lokale buslinjer og S-tog ikke gav tilstrækkelig højklasset betjening, og der skulle oprettes flere radiallinjer. Baggrunden var bl.a., at hvor der var indført S-busser, var årlige fald i passagertallene på 2-3 % blevet vendt til stigninger på 6-7 %. Til gengæld betød de nye tiltag, at man ikke længere kunne holde målet om en mindste rejsehastighed på 40 km/t men måtte nøjes med mindst 25 km/t i de centrale bydele. De nye tiltag ville omfatte de fem radiallinjer 150S, 350S, 450S, 550S og 650S og tværlinjen 100S. Ved fuld etablering ville det øge S-bussernes andel af det samlede antal vogntimer kørt for HT fra ca. 10 % til ca. 20 %.
I første omgang etableredes linje 350S 24. september 1995, og 2. juni 1996 fulgte linje 550S og 650S, mens linje 450S først blev udskudt og efterfølgende helt opgivet i 1997. Til gengæld blev linje 100S oprettet 28. september 1997 fra Svanemøllen st. via Nørrebro st., Valby st. og Sjællandsbroen til Sundbyvester Plads. Den nye linje erstattede en del kørsel på linje 39 mellem Svanemøllen st. og Toftegårds Plads og på linje 37 mellem Valby st. og Sundbyvester Plads. Desuden blev linje 72E og 79E forkortet og omlagt fra Svanemøllen st. til Hans Knudsens Plads.
Linje 100S blev fra starten drevet af Combus, der havde vundet kørslen i et udbud under deres tidligere navn DSB Busser. Kørslen på linje 100S, 39 og en del andre linjer, som de havde vundet i samme udbud, var Combus' debut som HT-entreprenør. Det kom ikke til at gå stille af. Der var fejl på busserne, og den tætte trafik på Nordre og Søndre Fasanvej gav uregelmæssig drift. Combus erkendte at de havde manglet overblik i starten men undskyldte sig med, at de havde startet fra bunden med ny organisation, busser og garageanlæg, og at de ikke havde erfaring med tæt bytrafik. Chaufførerne var dog samtidig utilfredse med de stramme køretider på linje 100S og 39. Det blev markeret ved en aktion 1. december 1997, hvor hele busterminalen foran HT's hovedkontor på Toftegårds Plads blev fyldt op med busser. HT erkendte at køretiden skulle være i orden men opfordrede dog samtidig chaufførerne til at komme med præcise indmeldinger om problemer, så der kunne gøres noget ved dem. Som eksempel på hvad der kunne gøres, nævnte HT linje 39, der trods parallelkørslen med linje 100S stadig havde mange passagerer, og hvor der derfor var blevet indsat ekstrabusser.
Linje 100S svarede delvist til Superbus "Sjællandsbroen" fra de oprindelige planer til S-busser fra 1989, hvor denne linje skulle have kørt fra Valby via Sjællandsbroen til Københavns Lufthavn og erstattet linje 78E. Linje 100S kom dog aldrig til Lufthavnen, formentlig på grund af den forestående åbning af Øresundsbanen dertil. Denne banes åbning medførte til gengæld en række omlægninger af buslinjer på Amager ved køreplansskiftet 27. september 1998, herunder en forlængelse af linje 100S fra Sundbyvester Plads ad Elbagade og Backersvej til vendesløjfen på hjørnet af Øresundsvej og Østrigsgade. Ved samme lejlighed etableredes desuden et par ekstra stoppesteder, idet linjen også kom til at erstatte linje 37 og 78E's kørsel over Sjællandsbroen. Forlængelsen gav en bedre forbindelse på tværs af Amager og fra Østamager til Sjælør og Valby.
Der viste sig dog hurtigt at være kapacitetsproblemer, så der måtte indsættes ekstrabusser. Efterfølgende blev ekstrakørslen mellem Sundbyvester Plads og Lyngbyvej i myldretiderne så indarbejdet i køreplanen fra 3. januar 1999. Desuden blev køretiden forlænget, da Combus og deres chauffører kunne dokumentere overfor HT, at der var væsentlige problemer med at overholde den. Det førte til forsinkelser, klager fra passagerer og højt sygefravær blandt chaufførerne. Det hjalp dog efter, at køretiden blev forlænget, og at der blev indsat ekstrabusser. Desuden blev det aftalt, at HT skulle orientere om nye køreplaner, så snart de var klar, så man kunne nå at rette fejl.
Om morgenen fredag den 5. februar 1999 var en af linjens busser, Combus nr. 5135, der var på vej fra garageanlægget på Vasbygade til linjens endestation ved Svanemøllen st., ude for et usædvanligt uheld. Det var glat og på vej over Christian IV's Bro kom bussen til at køre gennem rækværket, så den endte med forenden nede i Børsgraven. Chaufføren kom ud af bussen ved at klatre op igennem den og ud af bagruden. Bussen blev hevet op af en kran, men de elektriske systemer i bussen havde taget skade af opholdet i saltvandet, så den endte med at blive kasseret. Uheldet gav i øvrigt anledning til en del vittigheder om, at HT havde taget forskud på de havnebusser, de havde under planlægning på det tidspunkt.

### Nedlæggelsen
Ved årtusindskiftet begyndte fremtiden efterhånden at banke på i form af etableringen af metroen, der kom til at påvirke linje 100S flere steder. I første omgang var det på Nordre Fasanvej, hvor broen over den hidtidige S-bane ved Solbjerg st. (nu Fasanvej st.) skulle fjernes, idet metroen der afløste S-togene her skulle køre i tunnel, hvorved Nordre Fasanvej kunne bringes ned i niveau. Mens arbejdet stod på, blev linje 100S omlagt ad Eversvej og Emil Christian Hansens Vej fra 30. januar 2000 til 2. november 2001. Mellem de to veje blev der anlagt en forbindelsesvej over den tidligere S-bane. Den var kun for fodgængere, cyklister og busser, og der var anlagt en bussluse for at holde uvedkommende ude. Det gav problemer de første dage, hvor op til ti biler kørte i graven, indtil skiltningen på stedet blev forbedret.
Inden åbningen af metroen stod det klart, at den ville medføre reduktioner i den københavnske busdrift. I den forbindelse foreslog HT, at der skulle etableres et net af stambusser, senere kendt som A-busser, i og omkring Københavns og Frederiksberg Kommuner i form af seks linjer med hyppig drift. Ved offentliggørelsen af planerne i 2000 var det tanken, at en af dem, den senere linje 4A helt skulle erstatte linje 100S. Den ville få stort set samme linjeføring men med stop ved alle stoppesteder, en omlægning ad Kastrupvej - Øresundsvej og en forlængelse ad sidstnævnte til Amager Strandvej.
I et efterfølgende forslag til stambusnettet i april 2001 blev planerne gjort mere konkrete. Her var den senere linje 4A tænkt afkortet til Sundbyvester Plads. I Sundbyøster ville den senere linje 2A og den senere ringlinje 77/78 køre, men Elbagade og en del af Backersvej ville blive efterladt uden busbetjening. Stambusnettet havde imidlertid også som helhed den følge, at mange buslinjer i Københavns og Frederiksberg Kommuner ville berørt. Som alternativ arbejdedes derfor med et referencebusnet, hvor det eksisterende busnet blev bibeholdt i størst muligt omfang. Her ville linje 100S fortsætte med uændret linjeføring og frekvens. Det forudsattes at der i givet fald indsattes dobbeltdækkerbusser på linjen, sådan som det lige var sket på linje 250S. Ulempen ved referencebusnettet var dog, at S-busserne sprang en del stoppesteder over, som andre linjer så måtte betjene. Noget der betød, at en del strækninger fik dobbelt betjening. For eksempel ville linje 100S på den måde fortsat blive suppleret af linje 39 mellem Svanemøllen St. og Toftegårds Plads.
Slutresultatet blev imidlertid, at HT's afløser HUR besluttede at indføre stambusnettet i tre etaper ved et møde den 26. oktober 2001. Den første fandt sted 20. oktober 2002 i forbindelse med indvielsen af metroen, hvor linje 100S blev omlagt via Bella Center og den nye Bella Center st. Desuden kom endestationen ved Øresundsvej til at ligge ved den ligeledes nye Lergravsparken st. Den anden etape med busomlægninger fulgte 25. maj 2003, mens den tredje og sidste fandt sted 14. december 2003. Her blev linje 100S nedlagt sammen med linje 39 og erstattet af den nye linje 4A med næsten samme linjeføring mellem Svanemøllen st. og Lergravsparken st. Eneste forskel var, at hvor linje 100S havde kørt ad Borgervænget og linje 39 ad Kildevældsgade ved Svanemøllen st., kom linje 4A til at køre ad Borgervænget til Svanemøllen st. og ad Kildevældsgade derfra.

## Fakta
- Linjeføring ved nedlæggelsen
  - Svanemøllen st. - Borgervænget - Edvard Griegs Gade - Bellmannsgade - Vennemindevej - Nygårdsvej - Sankt Kjelds Plads - Sejrøgade - Haraldsgade - Hamletsgade - Mimersgade - Nørrebro st. - Folmer Bendtsens Plads - Lundtoftegade - Hillerødgade - Nordre Fasanvej - Solbjerg st. - Søndre Fasanvej - Toftegårds Alle - Valby st. - Toftegårds Plads - Vigerslev Alle - Sjælør Boulevard - Sjælør st. - Borgmester Christiansens Gade - Mozarts Plads - Sjællandsbroen - Vejlands Alle - Center Boulevard - Bella Center st. - Ørestads Boulevard - Vejlands Alle - Amagerbrogade - Sundbyvester Plads - Amagerbrogade - Elbagade - Kastrupvej - Italiensvej - Backersvej - Lergravsparken st.[32]

- Overordnede linjevarianter
  - Svanemøllen st. - Lergravsparken st.[32]
  - Lyngbyvej - Sundbyvester Plads (kun i myldretiderne)[32]

| Fra        | Entreprenør og garage |
| ---------- | --------------------- |
| 28-09-1997 | Combus, Vasbygade     |
| 01-05-2001 | Connex, Vasbygade     |

## Kronologisk oversigt
Oversigten nedenfor omfatter permanente og længerevarende ændringer. Der er set bort fra ændringer af stoppesteder og kortvarige omlægninger ved vejarbejder, sportsbegivenheder og lignende.
| Dato       | Hændelse |
| ---------- | --- |
| 28-09-1997 | Linje 100S oprettes ad følgende rute: Svanemøllen st. - Borgervænget - Edvard Griegs Gade - Bellmannsgade - Vennemindevej - Nygårdsvej - Sankt Kjels Plads - Sejrøgade - Haraldsgade - Hamletsgade - Mimersgade - Nørrebro st. - Folmer Bendtsens Plads - Lundtoftegade - Hillerødgade - Nordre Fasanvej - Solbjerg st. - Søndre Fasanvej - Toftegårds Alle - Valby st. - Toftegårds Plads - Vigerslev Alle - Sjælør Boulevard - Sjælør st. - Borgmester Christiansens Gade - Mozarts Plads - Sjællandsbroen - Vejlands Alle - Amagerbrogade - Sundbyvester Plads. Linjen erstatter en del kørsel på linje 37 og 39. Desuden afkortes linje 72E og 79E. |
| 27-09-1998 | Forlænges fra Sundbyvester Plads ad Amagerbrogade - Elbagade - Kastrupvej - Italiensvej - Backersvej til Øresundsvej/Østrigsgade. |
| 03-01-1999 | Eksisterende ekstrakørsel i myldretiderne mellem Lyngbyvej og Sundbyvester Plads optages i køreplanen. |
| 30-01-2000 | Omlægges ad Finsensvej - Eversvej - Emil Christian Hansens Vej - Nyelandsvej. Omlægningen af broen for Nordre Fasanvej over S-banen fjernes i forbindelse med etablering af metro på dennes strækning. |
| 02-11-2001 | Lagt tilbage ad den gamle strækning ad Nordre Fasanvej. |
| 20-10-2002 | Omlægges ad Center Boulevard - Bella Center st. - Ørestads Boulevard i forbindelse med åbningen af metroen. |
| 14-12-2003 | Linjen nedlægges og erstattes af den ny linje 4A. |